# Joshua Pim

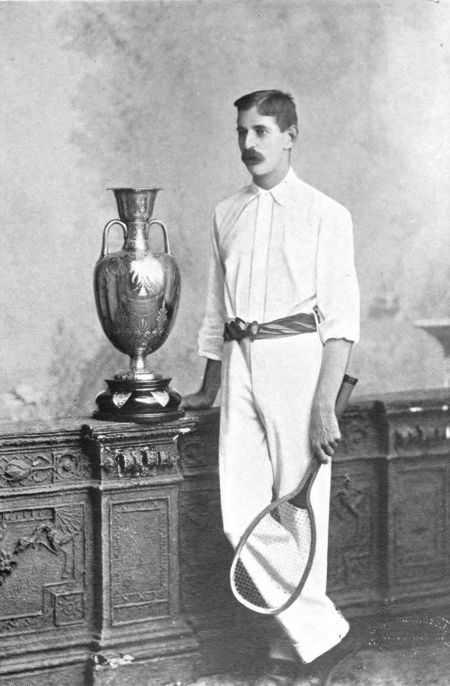
Joshua Pim

Joshua Pim, född 20 maj 1869 i Bray, Co Wicklow, Irland, död 15 april 1942 var en irländsk läkare och tennisspelare. Pim var en del av den "Irländska invasionen", det vill säga en av de irländska tennisspelare som under 1890-talet med stor framgång deltog i Wimbledonmästerskapen. De övriga framstående irländska spelarna var Harold Mahony, Willoughby Hamilton och Frank Stoker.

## Tenniskarriären
Pim vann tillsammans med Stoker herrdubbeln i Wimbledon 1890 och 1893. År 1891 nådde Pim herrsingelfinalen i "All Comers Round" i mästerskapen. Han hade tidigare under turneringen ådragit sig en handskada och förlorade, delvis till följd av denna, finalen mot Wilfred Baddeley. Detta innebar samtidigt att Baddeley tog sin första Wimbledontitel, eftersom det föregående årets segrare, Willoughby Hamilton i sviterna av en blodförgiftning, inte kunde försvara sin titel i den planerade slutfinalen (Challenge Round). Säsongen därpå, 1892, förlorade Pim åter finalen mot titelförsvararen Wilfred Baddeley.
Pim lyckades de följande två säsongerna, 1893 och 1894 under pseudonymen "Mr. X", vinna herrsingeltiteln i Wimbledonmästerskapen. Båda gångerna vann han titeln genom finalsegrar över Wilfred Baddeley. År 1893 vann han med setsiffrorna 3-6, 6-1, 6-3, 6-2 och 1894 med 10-8, 6-2, 8-6. Siffrorna visar att matcherna var mycket jämna. 
Pim vann 1893-5 Irish Open i tennis.

### Pim som Davis Cup-spelare
Joshua Pim deltog 1902, under pseudonymen Mr. X, i det brittiska Davis Cup-laget tillsammans med Reginald Doherty. Det året spelade britterna final (Challenge Round) mot ett USA-lag bestående av de framgångsrika amerikanska spelarna Dwight F. Davis, Malcolm Whitman och William Larned, alla tre tidigare segrare i Amerikanska mästerskapen. USA vann med 3-2, och Joshua Pim förlorade sina båda matcher.

## Spelaren och personen
Läkaren Joshua Pim har beskrivits som en färgstark personlighet. Han var också mån om sitt rykte som läkare och ville inte att det skulle bli känt att han på sin fritid spelade tennis, också i tävlingssammanhang. Det berättas att han vid flera tillfällen, även i Wimbledonmästerskapen och i Davis Cup uppträdde som "Mr. X". Detta kan jämföras med  Gustaf V som spelade tävlingstennis under pseudonymen "Mr. G".

## Titlar iWimbledonmästerskapen
- Singel - 1893, 1894
- Dubbel - 1890, 1893